# Eric Lander

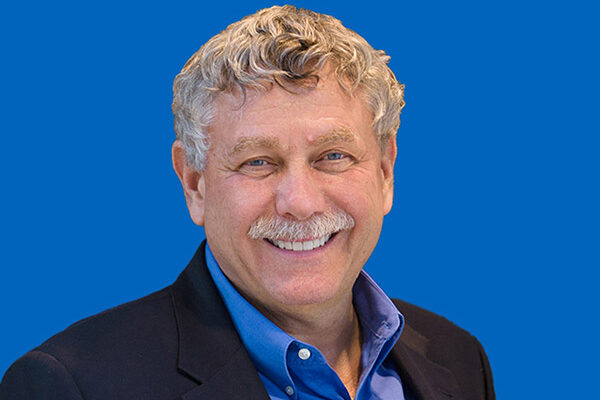
Eric Lander (2021)

Eric Steven Lander (* 3. Februar 1957 in Brooklyn, New York City) ist ein US-amerikanischer Mathematiker und Biologe. Lander war vom 2. Juni 2021 bis 7. Februar 2022 Direktor des Office of Science and Technology Policy im Kabinett Biden.

## Leben
Lander wurde in eine jüdische Familie in New York geboren. Er erwarb 1978 einen Bachelor in Mathematik an der Princeton University in Princeton, New Jersey und 1981 einen Ph.D. in Mathematik an der University of Oxford im Vereinigten Königreich. 1981 erhielt er eine Juniorprofessur (Assistant Professor, später Associate Professor) für managerial economics an der Harvard Business School in Cambridge, Massachusetts.
1986 wurde Lander zusätzlich Mitglied des dortigen Whitehead Institute und wechselte 1990 als Professor für Biologie an das Massachusetts Institute of Technology (MIT), wo er das Whitehead/MIT Center for Human Genome Research gründete, aus dem wiederum 2003 das Broad Institute als Gemeinschaftsprojekt der Harvard University und des MIT hervorging. Lander hat zusätzlich eine Professur für Systembiologie an der Harvard Medical School inne.
2008 wurde er zum stellvertretenden Vorsitzenden des United States President’s Council of Advisors on Science and Technology berufen, einer Abteilung des Executive Office des Präsidenten der Vereinigten Staaten.
Im Mai 2020 berief ihn Papst Franziskus zum Mitglied der Päpstlichen Akademie der Wissenschaften.
Im Januar 2021 nominierte ihn der designierte US-Präsident Joe Biden als wissenschaftlichen Berater der US-Regierung und Direktor des Office of Science and Technology Policy (OSTP) der USA. In diesen Positionen hatte er einen Kabinettsrang inne. Seine Bestätigung vor dem US-Senat Ende April war von Kritik überschattet: So warf Senatorin Tammy Duckworth ihm vor, die wissenschaftlichen Beiträge seiner Kolleginnen Jennifer A. Doudna und Emmanuelle Charpentier heruntergespielt und Verbindungen zu Jeffrey Epstein und James Watson unterhalten zu haben. Lander entschuldigte sich. Im Mai 2021 erfolgte die Senatsbestätigung. Am 2. Juni 2021 wurde er von Vizepräsidentin Kamala Harris vereidigt.
Anfang Februar 2022 wurde Vorwürfe laut, nach denen Lander Rachel Wallace, seine Chefberaterin im OSTP, über längere Zeit respektlos behandelt und sie gemobbt habe. In der Folge meldeten sich 14 weitere Mitarbeiter im Stab des OSTP und äußerten die Ansicht, dass Lander ein toxisches Arbeitsklima geschaffen habe und er insbesondere Frauen in seinem Stab verächtlich behandele. Daraufhin trat Eric Lander am 7. Februar 2022 als wissenschaftlichen Berater der US-Regierung und Direktor des OSTP zurück.

## Wirken
Lander hat zur „Revolution in der Genomforschung“ entscheidend beigetragen. So entwickelte er mit seiner Arbeitsgruppe Genomkarten zur Kartierung von Genen im Genom und Automatisierungstechniken für die Genanalyse. Das von ihm mitgegründete und geleitete Whitehead Institute Center for Genome Research am Whitehead-Institut für biomedizinische Forschung hat zahlreiche menschliche Gene identifiziert und die Daten der weltweiten wissenschaftlichen Gemeinschaft zur Verfügung gestellt. Lander und sein Institut hatten weltweit führend Anteil am Humangenomprojekt.

## Auszeichnungen (Auswahl)
- 1987 war er MacArthur Fellow.
- 1996/1997 Dickson Prize in Medicine[10]
- 1997 Mitgliedschaft in der National Academy of Sciences
- 1997 Pasarow Award
- 1999 Mitgliedschaft in der American Academy of Arts and Sciences[11]
- 2001 Max-Delbrück-Medaille[8]
- 2002 Gairdner Foundation International Award[9]
- 2002 John von Neumann Lecture
- 2004 Gibbs Lecture
- 2010 Albany Medical Center Prize[12]
- 2012 Dan-David-Preis[13]
- 2012 Harvey Prize des Technion in Haifa, Israel[14]
- 2012 Mendel Medal der Genetics Society
- 2013 gehörte er zu den ersten Gewinnern des Breakthrough Prize in Life Sciences.
- 2015 AAAS Philip Hauge Abelson Prize
- 2018 William Allan Award

Ehrendoktorate folgender Universitäten: Columbia University, Universität Lund, University of Massachusetts Lowell, Mount Sinai School of Medicine, Universität Tel Aviv

## Schriften
- Symmetric designs - an algebraic approach. Cambridge University Press, Cambridge [u. a.] 1983, ISBN 0-521-28693-X
- Herausgeber mit Michael S. Waterman: Calculating the secrets of life. Applications of the mathematical sciences in molecular biology. National Academy Press, Washington, DC 1995, ISBN 0-309-04886-9